# 부산 동삼동 패총
안녕하세요
부산광역시에 있는 부산 동삼동 패총(釜山 東三洞 貝塚)은 부산광역시 영도구 동삼동에 있는 신석기시대의 패총이다. 1979년 7월 26일 대한민국의 사적 제266호로 지정되었다.

## 개요
부산 동삼동 패총은 선사시대에 인류가 먹고 버린 조가비와 생활쓰레기가 쌓여 이루어진 것으로 조개더미 유적이라고 한다.
이곳은 동삼동 바닷가 언덕 비탈에 위치하며 신석기 시대 전 기간에 걸쳐 쌓인 층이 드러난 곳이다. 층위는 총 5층이며, 이곳에서 석기, 짐승뼈, 조가비들로 된 살림살이 유물과 농사짓는데 쓰이는 연장이 나왔다.
문양 없는 원시무문토기, 신석기시대의 대표적인 토기인 빗살무늬토기가 출토되었다.

## 현지 안내문
이 패총은 영도구 동남부 하리마을의 바닷가에 인접해 있다. 우리나라의 신석기시대에 살았던 사람들이 바다에서 조개류를 잡아먹고 버림으로써 이루어진 조개무지다.
일제강점기에 일본인들이 부분적으로 발굴하였으며, 1969년부터 3차례에 걸쳐 국립중앙박물관에서 그리고 1999년에는 부산시립박물관에서 발굴 조사를 실시하였다.
출토유물에는 원시무문토기, 융기문토기, 신석기시대의 가장 대표적 토기로 알려진 빗살무늬토기 등의 토기류, 동물의 뼈로 만든 골각기류, 돌로 만든 석기류, 고래와 사슴의 짐승 뼈 등이 있다. 이러한 자연 유물들은 당시의 경제생활과 자연환경을 연구하는데 중요한 자료가 된다.
동삼동패총은 지금까지 우리나라 남부 지방에서 발견된 신석기시대 유적 가운데 가장 오래되었으며, 규모 또한 가장 크다. 그리고 출토된 유물 중 일본의 승문토기와 일본산 흑요석으로 만든 석기는 일본과의 교류 관계를 알려 주는 중요한 유적이다. 특히 우리나라에서 가장 오래된 용관묘 형태의 분묘는 국내에서 처음 확인되었으며, 묘제 연구에도 귀중한 자료로 평가된다.

## 같이 보기
- 한국의 선사 시대

## 참고 자료
- 부산 동삼동 패총 - 국가유산청 국가유산포털